# Annie M. G. Schmidt
Pour les articles homonymes, voir Schmidt.
Anna Maria Geertruida Schmidt, née à Kapelle, le 20 mai 1911 – morte à Amsterdam, le 21 mai 1995, est une poétesse néerlandaise, auteur de chansons, livres, pièces de théâtre, comédies musicales et drames pour radio et télévision. Elle est lauréate en 1988 du prestigieux prix international, le Prix Hans-Christian-Andersen, catégorie Écriture.
Elle est surtout célèbre pour ses livres pour la jeunesse tels que : Jip en Janneke, Pluk van de Petteflet, Abeltje et ses chansons d'enfants, notamment Dikkertje Dap et Het Beertje Pippeloentje. Des générations de Néerlandais ont grandi avec ses poèmes et ses contes, et c'est ainsi que son œuvre est devenue une part de la mémoire collective des Pays-Bas d'après-guerre.

## Biographie
Annie M.G. Schmidt est la fille d'un pasteur de Kapelle. Elle est d'abord bibliothécaire à Amsterdam et Flessingue. Depuis 1946, elle est documentaliste et ensuite rédactrice au journal Het Parool à Amsterdam, jusqu'en 1958.
Durant cette période, elle devient membre du groupe de cabaret De Inktvis et elle écrit alors des textes et des chansons pour, entre autres, Wim Kan, Wim Sonneveld et Conny Stuart. Elle acquiert une première renommée avec In Holland staat een huis, drame pour radio, qui connaît, entre 1952 et 1958, 91 épisodes. De cette série proviennent des chansons telles qu'Ali Cyaankali. 
En 1953, elle écrit Abeltje (titre français : L'Ascenseur volant), qui sera quelques décennies plus tard adapté à l’écran.
En 1965, Annie M. G. Schmidt écrit la première comédie musicale vraiment néerlandophone Heerlijk duurt het langst qui a connu 534 représentations. En 1968 débute la série télévisée, devenue un classique, Ja zuster, nee zuster (nl). Ensuite vient une longue série de films musicaux et de pièces de théâtre.
Anna Schmidt a épousé en 1950 le chimiste Dick van Duyn. Leur fils Flip jouera plus tard des rôles dans plusieurs pièces de sa mère.
Vers la fin de sa vie, Annie M. G. Schmidt est devenue aveugle. Elle est décédée le lendemain de son 84e anniversaire. Elle est enterrée au cimetière Zorgvlied à Amsterdam.

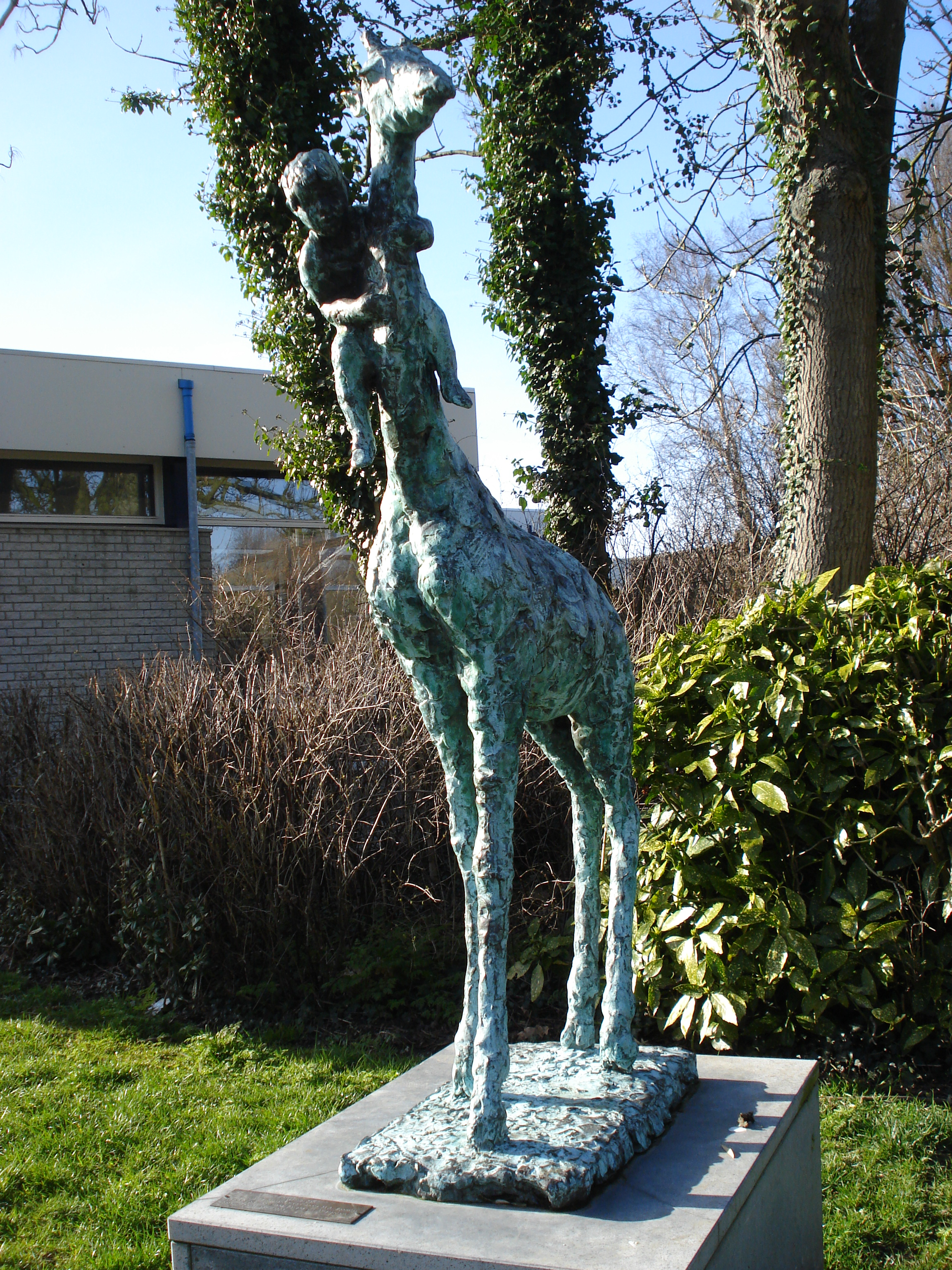
Statue de Dikkertje Dap dans Kapelle, village natal de Annie M. G. Schmidt

## Œuvre traduite en français
(la première date est celle de la première parution française)
- 1963 : L’Ascenseur volant[1] (Abeltje, 1953)
- 1968 : Monsieur Ouiplala[2] (Wiplala, 1957)  (EAN 2000053542616)
- 1982 : Cette mystérieuse Minouche[3] (Minoes, 1970)  (EAN 9782010154799)
- 1997 : Les Comptines de Robinson[4] (Het beertje Pippeloentje, 1958)  (EAN 9782226089519)

## Prix et distinctions
Annie M. G. Schmidt est lauréate d'un grand nombre de prix littéraires : prix de littérature de jeunesse, prix de théâtre, prix pour son œuvre, dont les plus prestigieux :
- 1960 : (international) « Runner-Up List »[5], par l' IBBY, pour Wiplala (Monsieur Ouiplala)
- 1964 – Prix de l'État pour littérature d'enfance et de jeunesse pour son œuvre
- 1971 : Zilveren Griffel (nl) pour Minoes (Cette mystérieuse Minouche)
- 1972 : Zilveren Griffel (nl) pour Pluk van de Petteflet
- 1972 : (international) « Honor List »[5], de l' IBBY, pour Minoes (Cette mystérieuse Minouche)
- 1974 – Prix Edmond Hustinx pour auteurs de pièces de théâtre pour son œuvre
- 1981 : Gouden Griffel pour Otje
- 1987 – Prix Constantijn Huygens pour son œuvre
- 1988 – Prix Hans-Christian-Andersen, catégorie Écriture
- Deux fois le prix public pour le livre néerlandais
- 2008 – John Kraaijkamp Musical Award voor haar gehele œuvre

En son honneur fut fondé le prix Annie M.G. Schmidt pour la meilleure chanson de cabaret.

## Adaptations de son œuvre au cinéma
- 2001 : Miaou ! (Minoes), film néerlandais de Vincent Bal, d’après le roman Cette mystérieuse Minouche (film sorti en France)[6].
- 2014 : Wiplala, le lutin enchanteur, film néerlandais de Tim Oliehoek, d'après le roman Monsieur Ouiplala (film sorti en France)[7].